# Harold Amaru
Harold Amaru (23 aprile 1970) è un ex calciatore francese nato a Tahiti, di ruolo centrocampista.

## Carriera

### Nazionale
Ha collezionato 8 presenze con la maglia della propria Nazionale.